# Principauté ecclésiastique
Une principauté ecclésiastique, sous l'Ancien Régime, était une seigneurie ou une principauté dont le seigneur ou le souverain était un prélat, souvent prince de l'Église, qui concentrait ainsi dans ses mains les pouvoirs spirituel et temporel. 

## Titulaires
La principauté faisait partie du temporel attaché à un évêché ou tout autre organisme de l'Église. À ce titre, le prélat titulaire (archevêque, évêque, abbé...) investi canoniquement du pouvoir spirituel, devenait de ce fait titulaire du pouvoir temporel (parfois au cours de formalités ou cérémonies distinctes).
Parmi les titulaires de principautés ecclésiastiques on distinguait le prince-électeur ecclésiastique, le prince-évêque, le prince-abbé, mais aussi de simples abbés bénéficiaires d'abbayes ou de chapitres dont le temporel comportait une ou plusieurs seigneuries.

## Nature politique
Hormis les États pontificaux, pour lesquels le pape n'avait pas de suzerain, les titulaires de principautés ecclésiastiques restaient tributaires de l'autorité supérieure et des lois des États laïcs dont ils dépendaient (royaumes, empires). Ils ne constituaient pas des théocraties, leurs lois et leur administration ne différant pas essentiellement de celles des principautés laïques.
Les seigneuries constituant des principautés ecclésiastiques étaient de tout rang : principauté, comté, simple seigneurie...
Elle pouvait comporter des droits seigneuriaux de basse, moyenne et haute justice.
Pour exercer ces droits seigneuriaux, le titulaire de la principauté faisait généralement appel à des officiers ou des nobles laïcs: avoué, bailli, prévôt, lesquels étaient toujours chargés d'exécuter les sentences de haute justice (exécutions).
Un exemple notable de principauté ecclésiastique est la principauté de Liège, état fondé en 985 et qui exista pendant plus de 800 ans.